# Hartmut Häger
Hartmut Häger (* 5. Mai 1948 in Klein Düngen) ist ein deutscher Lehrer, Verwaltungsbeamter, Lokalpolitiker und Historiker.
Häger besuchte das Scharnhorstgymnasium Hildesheim. Anschließend studierte an der Pädagogischen Hochschule Niedersachsen, Abteilung Alfeld bzw. Hildesheim, und wirkte anschließend als Lehrer und Schulleiter an verschiedenen Schulen in Hildesheim, wo er seit 1969 auch lebt. Nach einer Tätigkeit als Schulaufsichtsbeamter im Landkreis Peine war er Dezernent am Niedersächsischen Landesamt für Lehrerbildung und Schulentwicklung.
Häger war seit 1986 Ratsherr und seit 1996 Fraktionsvorsitzender der SPD im Rat der Stadt Hildesheim. 2011 schied er aus dem Rat aus.
Er promovierte an der Universität Hildesheim mit der Arbeit „Kriegstotengedenken in Hildesheim“.
Häger ist vielfach ehrenamtlich engagiert, unter anderem als stellvertretender Vorsitzender der Universitätsgesellschaft Hildesheim und Vorsitzender des  Hildesheimer Museumsverein. In seiner Eigenschaft als Beisitzer des Vereins der Ehemaligen und Freunde des Scharnhorstgymnasiums zu Hildesheim e. V. setzte er sich für die symbolische Wiederaufnahme jüdischer Schüler in die Schulgemeinschaft ein.

## Werke (Auswahl)
- Hartmut Häger: Hildesheimer Straßen. Gerstenberg, Hildesheim 2005, ISBN 3-8067-8576-7.
- Hartmut Häger: Kriegstotengedenken in Hildesheim: Geschichte, Funktionen und Formen. Mit einem Katalog der Denkmäler für Kriegstote des 19. und 20. Jahrhunderts. Gerstenberg, Hildesheim 2006, ISBN 3-8067-8509-0.
- Hartmut Häger: Zum Wohl der Menschen und zur Ehre Gottes: Die Amtsträger der jüdischen Gemeinde in Hildesheim (1933-1942). Gerstenberg, Hildesheim 2019, ISBN 978-3-8067-8838-9.